# Frixuelu

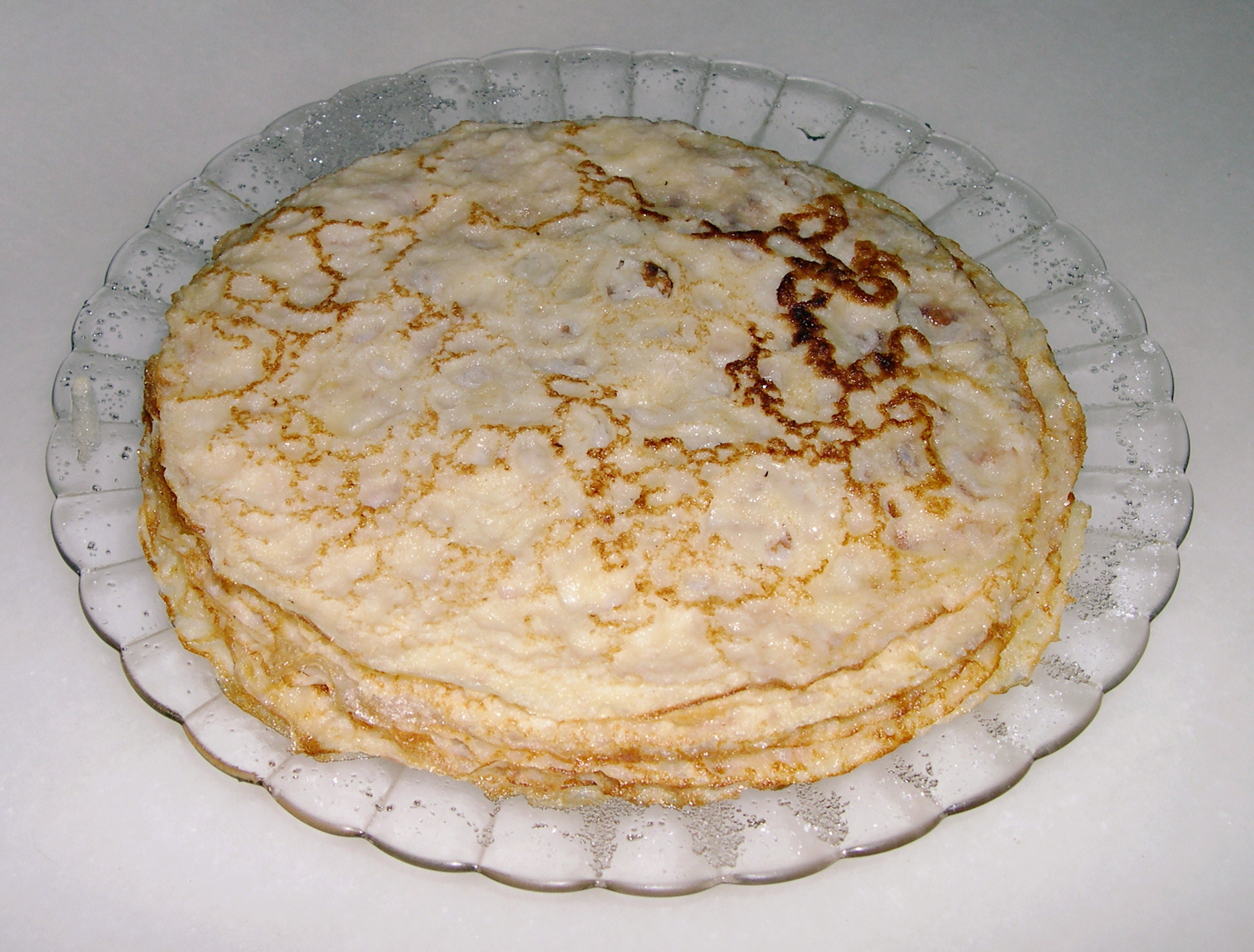
Frixuelos

Frixuelu (ou fayuelu, frisuelu ou jisuelu) é uma sobremesa típica das comunidades das Astúrias, de Cantabria e de Leâo, na Espanha. Trata-se de uma espécie de crepe.
Os frixuelos são preparados com farinha, leite e ovos. São típicos nas festas do Carnaval e nas festas das comadres (que se celebram nas Astúrias um pouco antes do Carnaval), mas podem ser consumidos durante todo o ano, acompanhados por uma garrafa de sidra.
Os ingredientes são todos misturados numa taça, adicionando-se o leite devagar, à medida que se mistura. Quando a mistura se encontrar uniforme e sem grumos, é untada uma frigideira com um pouco de azeite ou manteiga. Quando esta se encontrar bem quente, verte-se um pouco de massa, em quantidade apenas suficiente para cobrir toda a superfície da frigideira com uma película fina, deixando-se dourar. É necessário, depois, virar os frixuelos, para que dourem do outro lado.
Por fim, é povilhado fundo de um prato com uma colherada de açúcar, sendo aí colocado o primeiro frixuelu. Sobre este, é colocada nova colherada de açúcar e outro frixuelu, repetindo-se este procedimento até se esgotar a massa.
São tradicionalmente consumidos enrolados e quentes.

## Variantes
Dada a sua consistência e a forma de os consumir, podem ser recheados com mel, natas, chantili ou, de forma mais tradicional, com compota de maçã.